# جيم كينغ (كرة سلة)
جيم كينغ (بالإنجليزية: Jim King)‏ مواليد 7 فبراير 1941 في برانش، هو لاعب كرة سلة أمريكي معتزل تحول إلى التدريب بعد الاعتزال بدأ مسيرته الاحترافية في سنة 1963. تم اختياره من قبل فريق لوس أنجلوس ليكرز خلال الدرافت. يبلغ طوله 6 قدم 2 بوصة (1.9 م). اعتزل اللعب في 1973.

## المسيرة الاحترافية
لعب مع لوس أنجلوس ليكرز من سنة 1963 إلى 1966، ثم لعب مع غولدن ستايت ووريورز من سنة 1966 إلى 1970، ثم لعب مع سكرامنتو كينغز في موسم 1969–1970، ثم لعب مع شيكاغو بولز من سنة 1970 إلى 1973.

## روابط خارجية
- جيم كينغ على موقع إن بي أي (الإنجليزية)
- جيم كينغ على موقع سبورتس رفرنس (الإنجليزية)
- جيم كينغ على موقع كلية كرة السلة في سبورتس رفرنس.كوم (الإنجليزية)
- جيم كينغ على موقع ريلجم (الإنجليزية)
- جيم كينغ على موقع بروبوليرز (الإنجليزية)
- جيم كينغ على موقع كلية كرة السلة في سبورتس رفرنس.كوم (الإنجليزية)